# 贾河乡 (静宁县)
贾河乡，是中华人民共和国甘肃省平凉市静宁县下辖的一个乡镇级行政单位。

## 行政区划
贾河乡下辖以下地区：
王沟村、剪岔村、贾河村、高窑村、山庄村、宋堡村、侯山村、中堡村和山上湾村。